# 신병국
신병국(1978년 12월 19일~)은 대한민국의 바이애슬론 선수로, 2002년 동계 올림픽에 참가했다.